# Jürgen Spanuth
Jürgen (Georg) Ferdinand Spanuth (* 5. September 1907 in Leoben, Österreich; † 17. Oktober 1998) war ein deutscher evangelischer Pfarrer und Amateurarchäologe. Er erlangte Bekanntheit durch seine kontroversen Thesen zur Atlantis-Legende, die in der Fachwelt jedoch als wissenschaftlich nicht haltbar eingestuft wurden.

## Leben

### Vor 1945
Jürgen Spanuth stammte aus einer Pastorenfamilie und wuchs in Leoben auf. Sein Vater Paul Spanuth war Senior-Landessuperintendent der Steiermark. Nach der Matura auf dem Gymnasium Leoben studierte er von 1926 bis 1931 evangelische Theologie, Geschichte und Archäologie an den Universitäten Berlin, Tübingen, Kiel und Wien. Als Student war Spanuth politisch aktiv. Er trat im Wintersemester 1927/28 dem VDSt Berlin bei. Von 1927 bis 1931 war Spanuth Mitglied im Steirischen Heimatschutz. Am 1. Oktober 1931 wurde Spanuth NSDAP-Mitglied, Mitgliedsnummer 613126, und setzte sich aktiv für den Anschluss der „Ostmark“ an das Deutsche Reich ein, wofür er später, im Juli 1938 die von Adolf Hitler gestiftete Medaille zur Erinnerung an den 13. März 1938 erhielt. So berichtete die Reichspost am 28. Juli 1934 im Rahmen des Juliputschs über „Die blutigen Ereignisse im Leobener Gebiet“, dass die „Exekutive [...] vom Turm der evangelischen Kirche herab heftig beschossen wurde“. Laut einer Meldung des „Telegraf am Mittag“ vom 1. August 1934 wurden die Schüsse vom Sohn des dortigen Pfarrers Paul Spanuth abgefeuert.
Nach Abschluss seines Studiums 1931 absolvierte Spanuth sein Vikariat bis März 1933 in der Wiener Neustadt und wurde am 12. März 1933 als Pfarrer ordiniert. Ab dem 15. April 1933 nahm Spanuth, zunächst als Kommissarischer Pastor, und ab 30. Juli 1933 regulär die Stelle als Pastor der Gemeinde Bordelum an der nordfriesischen Westküste Schleswig-Holsteins an. Dort wurde er Mitglied der nationalsozialistischen Deutschen Christen. Von 1933 bis 1938 war er in Bredstedt zusätzlich Mitglied der SA-Sturmabteilung und war zunächst als Fürsorgereferent, ab 1936 auch als SA Truppenführer tätig.
1938 publizierte Spanuth seine Studie „Stollberg - ein altes friesisches Zentralheiligtum“. 1939 folgte die Publikation „Nordfrieslands Bekehrung zum Christentum“.
Nach eigenen Angaben war Spanuth 1941/1942 als Feldkurat an der Ost- und Westfront im Einsatz. Er soll vor Leningrad schwer verwundet worden sein. Sein Verleger Wolfram Zeller bestätigte Spanuths Einsatz als Pfarrer der 1. SS-Panzer-Division Leibstandarte-SS Adolf Hitler. unter Sepp Dietrich. Nach seiner Genesung wurde er an der Westfront in den Ardennen eingesetzt. Dort geriet er in Kriegsgefangenschaft.

### Nach 1945
Nach Kriegsende und Entnazifizierung durch die britischen Besatzungsbehörden nahm Spanuth sein Pastorenamt in Bordelum wieder auf, das er bis zum 1. Oktober 1977 ausübte.
Ab 1953 veröffentlichte Spanuth, zunächst bei der Union Deutsche Verlagsgesellschaft sowie im Otto Zeller Verlag, später vor allem im Grabert-Verlag, mehrere Bücher und Broschüren über Atlantis – zum Beispiel mit dem Untertitel „Heimat, Reich und Schicksal der Germanen“ –, die Philister und die Phönizier. Zudem verfasste er zahlreiche Aufsätze für die Zeitschrift „Deutschland in Geschichte und Gegenwart“ des letztgenannten Verlages.
Spanuth war Mitglied in der 1968 von Bolko Freiherr von Richthofen wiedergegründeten Gesellschaft für Vor- und Frühgeschichte.
Seit Ende der 1970er Jahre hielt Spanuth Vorträge auf Veranstaltungen verschiedener Gruppierungen. Dazu gehörten Lions-Clubs und die rechtsextreme Vereinigung Deutsches Kulturwerk Europäischen Geistes (DKEG), die ihm 1990 den jährlich von ihnen gestifteten Schillerpreis verlieh.

## Die Atlantis-Theorie von Jürgen Spanuth
Spanuth entwickelte die Idee, das in den platonischen Dialogen Timaios und Kritias erwähnte Inselreich Atlantis habe in der Nordsee in der Gegend der heutigen Insel Helgoland gelegen und sei als politisches wie religiöses Zentrum der Nordischen Bronzezeit anzusehen. Diese Insel sei zudem identisch mit der Königsinsel (Basileia) der Phaiaken aus den Erzählungen Homers, und die Atlanter bzw. Phaiaken seien auch die Hyperboreer der griechischen Mythologie. Spanuth betrachtete den gesamten Raum der Nordischen Bronzezeit als äquivalent mit dem Reich Atlantis, von dem die untergegangene Insel zwischen Helgoland und der Eidermündung lediglich das Zentrum gewesen sei.
Der Untergang des Zentrums dieser atlantischen Hochkultur kam nach Spanuth durch den Einschlag eines Kometen sowie den damit angeblich zusammenhängenden Ausbruch des Santorin-Vulkans zustande. Verschiedene Figuren oder Ereignisse in den Mythologien des Nahen Ostens und Europas spiegeln seiner Meinung nach ein solches Ereignis wider, so bei den Griechen der Phaeton-Mythos, bei den Ägyptern Sekhmet, in Syrien als Anat, in der Awesta als Tistrya, bei den Germanen als Ragnarök. Der Einschlagsort des Kometen sei die „Tiefe Senke“ (auch „Helgoländer Loch“ genannt) vor der Mündung der Eider, die Spanuth als den Bernsteinstrom „Eridanos“ der griechischen Mythologie identifiziert. Letztere These findet ihre Unterstützung auch in der Karte des Hekataios von Milet (um 500 v. Chr.) und wurde in jüngerer Zeit auch von Kai Helge Wirth in seinem umstrittenen Buch „Der Ursprung der Sternzeichen“ (2000) mit neuen Argumenten vertreten.
Diese Katastrophe (ca. 1250 vor unserer Zeitrechnung) und deren unmittelbare Folgeerscheinungen (Überflutungen, Dürren und Brände) zwangen die überlebenden Atlanter (= Germanen), nach Süden zu ziehen und ihrerseits einen Streifen der Verwüstung bis Athen zu hinterlassen. Auch seien Germanen die sogenannten Seevölker gewesen, die um 1200 v. Chr. Ägypten angriffen. Die These, dass die Seevölker die Atlanter gewesen seien, wurde bereits 1886 von Wilhelm Christ aufgestellt. Innerhalb der Vielvölkerallianz der Seevölker identifizierten einige Anhänger von Spanuths Thesen in linguistisch zweifelhafter Weise die „Phrst“ mit den Friesen, die „Sakar“ mit den Sachsen und die „Denen“ mit den Dänen.
Spanuth bringt mit den Naturkatastrophen um 1250 v. Chr. und dem vermeintlichen Untergang von Atlantis folglich die Urnenfelder-Wanderung und dorische Wanderung genauso in Zusammenhang wie die „dunklen Jahrhunderte“ und die deukalionische Flut in Griechenland, die biblischen Plagen in Ägypten und den Exodus der Israeliten, den Seevölkersturm sowie die Ansiedlung der Philister und Entstehung der Phönizier in Palästina. Die nach Süden wandernden atlantischen Nordvölker sollen als Dorer den Griechen erst die Kultur und den fremden Hyperboreer-Gott Apollon gebracht haben. Später sollen sie als Seevölkerstamm der „Sakar“ zu den phönizischen Seefahrern geworden sein, die sich in Palästina niederließen und den dort ansässigen semitischen Völkern die Alphabetschrift mitbrachten und für sie den Salomonischen Tempel erbauten.

### Datierung
Spanuth geht bei seiner Datierung des Atlantisberichtes zunächst von der These aus, dass die Datierung Platons der Vorgänge auf 9000 v. Chr. falsch sei, da die Menschheit zu dieser Zeit sich noch in der Altsteinzeit im Jäger-/Sammlerstadium befand und es somit keine der im Atlantisbericht beschriebenen Kulturen auch nur in den frühesten Anfängen gegeben habe. Aufgrund einer eingehenden Untersuchung der beschriebenen Realien (zum Beispiel Bronze-, aber noch keine Eisenschwerter) identifiziert er das Szenario als ein bronzezeitliches.
Die offensichtliche Fehldatierung des Atlantisberichtes erklärt Spanuth mit einer Fehlinterpretation Solons. Die Priester erzählten Solon, die Ereignisse ihres Berichts hätten vor 9000 Jahren stattgefunden. Anders als die Griechen orientierten ägyptische Priester sich jedoch an einem Mondkalender. 9000 Mondumläufe entsprechen etwa 673 Sonnenjahren. Hochgerechnet auf Solons Aufenthalt in Ägypten (etwa 560 v. Chr.) ergibt das die Zeit um 1230 v. Chr. Zu dieser Zeit wurde Ägypten von den Seevölkern heimgesucht.
Eine gleichartige Begründung für einen möglichen zeitlichen Zusammenhang des Atlantisberichtes mit dem „Kollaps“ am Ende der Bronzezeit wurde 1992 von Eberhard Zangger vertreten, der Atlantis mit dem antiken Troja gleichsetzte und die Seevölker als Trojaner (Atlanter) identifizierte.

### Oreichalkos
Ein „Kernproblem der Atlantisforschung“ (Spanuth) ist der sagenumwobene Oreichalkos. Laut Platon sei dies ein natürlich vorkommender, aus dem Boden auszugrabender Stoff der Atlanter. Zu Platons Zeit sei dieser Stoff nur noch dem Namen nach bekannt, früher aber habe er „unter den damals lebenden Menschen den höchsten Wert nächst dem Golde“ (Krit. 114) gehabt.
Spanuth identifiziert Oreichalkos mit Bernstein: „Alle Angaben des Atlantisberichtes über den Oreichalkos treffen für den Bernstein und allein für den Bernstein zu. Es gibt wirklich Bernsteinsorten, die einen ‚feurigen Glanz‘ haben. Bernstein wurde tatsächlich neben dem Gold am höchsten geschätzt; man kann ihn in Öl kochen und als ‚Bernsteinlack‘ zum Maueranstrich verwenden.“ Der im Altertum bis nach Ägypten verbreitete Bernstein wurde in der Nord- und Ostsee in solchen Mengen gewonnen, dass er als Heizmaterial diente. Deshalb müsse auch hier die Lokalisierung von Atlantis gesucht werden. Spanuth wies anhand von archäologischen Funden den Verlauf der Bernsteinstraßen in Nordeuropa nach und zeichnete sie in seine Karten ein, sowohl die Straßen zu den verschütteten Fundorten an der Nordsee wie auch den aktuell ergiebigen auf heutigem polnischen Staatsgebiet.

### Der Griechenlandfeldzug der Atlanter
Von zentraler Bedeutung für den weiteren Verlauf der europäischen Geschichte ist der Feldzug, den die nach Spanuth germanischen „Nord-Seevölker“ vor ihrem Ägyptenfeldzug unternommen haben sollen. Dieser von Platon (Tim 24 f., Krit. 109 f.) berichtete Feldzug ist für Spanuth identisch mit der Dorischen Wanderung.
Die Dorer wären demnach germanische Seevölker, die von der Nordseeküste nach Griechenland gewandert sind.
„Die Nord-Seevölker waren, bevor sie nach Kleinasien hinübersetzten, auf dem Landweg von Norden her in Griechenland eingedrungen, hatten alle Burgen gestürmt, alle Städte verbrannt und der mykenischen Kultur ein gewaltsames, jähes Ende bereitet.“ (1953) S. 49 „Die Orientalisierung des Südostraums, die bis zum Einbruch der Nordvölker im unaufhaltsamen Vordringen war, wurde jäh beendet und vor allem Griechenland, das für Europa bereits endgültig verloren schien, dem Orient entrissen.“ (ebd. S. 215)
Die lange verbreitete Theorie, nach der das gewaltsame Vordringen der Dorer die mykenische Kultur beendete, gilt heute aufgrund genauerer archäologischer Untersuchungen als überholt.
„Archäologisch ist d(ie). W(anderung). nicht faßbar. (…) Auch für die Zerstörung der myk. Paläste um ca. 1250 v. Chr. und den Untergang des myk. Palastsystems werden in der mod(ernen). Forsch(ung). andere Faktoren als d.(ie) W.(anderung) verantwortlich gemacht.“ „Grundsätzlich ist (…) mit der Zuwanderung verschiedener dorischer Stammesgruppen in die ehemaligen Kernlandschaften der mykenischen Kultur der Peloponnes zu rechnen, deren Niederlassung zu unterschiedlichen Zeit, aber erst ca. 150-300 Jahre nach der Zerstörung der myk. Paläste erfolgte.“
Spanuth trug in seinen späteren Arbeiten diesen neuen Erkenntnissen der Wissenschaft durchaus Rechnung und modifizierte seine Theorie entsprechend. Statt eines gewaltsamen Vordringens der Atlanter entwickelte er ein Katastrophenszenario, nach der die mykenische Kultur nahezu ausschließlich von derselben Reihe von Naturkatastrophen zerstört worden sei, die eben auch die Wanderung der Germanen verursacht habe. An der Identität der Dorer mit den germanischen „Seevölkern“ hielt er fest. Griechenland sei den Atlantern ursprünglich nur ein Durchzugsgebiet zu ihrem Ziel Ägypten gewesen. Erst als sie ihre militärischen Ziele dort nicht hätten durchsetzen können, hätten sie sich als Dorer in den Ruinen der Mykener neuangesiedelt (was in der Sage thematisiert würde als „Rückkehr der Herakliden“): „Die mykenische Kultur (…) wurde nicht, wie immer gesagt wird (Vietta) [aber nicht von Spanuth selber?], durch die Nordvölker vernichtet (…). Sie wurde durch die furchtbaren Naturkatastrophen, die (…) mit einer Hitze- und Austrocknungszeit begannen, vor allem aber um 1220 v. Chr. durch den Ausbruch des Santorin (…) vernichtet (…). Dann kehrten (…) die Nordmeervölker zurück und ließen sich (…) nieder.“ (1965, S. 517).

### Forschung
Spanuth finanzierte seine Forschungen durch eigenes Geld und mit beträchtlicher Hilfe von Sponsoren. Er organisierte Tauchfahrten zu den versunkenen Stätten in der Nordsee und fertigte Berichte und Karten über die Funde und Fundorte an. Er suchte die Auswirkungen und Spuren des Meteoriteneinschlags in der Nordsee. Als gelernter Altphilologe studierte er die Mythen und Berichte des Mittelmeers. Gerade der Auszug aus Ägypten war für ihn eine Folge der Machtschwächung Ägyptens durch den Kampf der Nordseevölker. Deshalb sind Phönizier und Philister und die Bewohner des Libanon für seine Geschichtsbildung so wichtig, dass er ihnen später eigene Bücher widmet.

## Die Rezeptionsgeschichte von Spanuths Thesen
Das Hauptwerk Spanuths wurde in den Jahren 1954 bis 1980 in mehrere Sprachen übersetzt und erschien in London, Paris, New York und Barcelona. Im Jahre 1954 erschien zudem der Roman Sturm über Atlantis von Alfred Salomon, der, basierend auf Spanuths Arbeiten, Atlantis in der Nordsee vor Helgoland verortet.
In Deutschland wurde Spanuth kurz nach dem Erscheinen seiner ersten Veröffentlichungen im Jahr 1953 vom Leiter des Geologischen Instituts der Universität Kiel, Karl Gripp, zu einer Podiumsdiskussion mit zwölf Vertretern verschiedener Disziplinen eingeladen, die seinen Thesen einheitlich ablehnend gegenüberstanden.
In der wissenschaftlichen Sphäre bestanden weiterhin zwei Lager; die einen lehnten Spanuths Vorstellungen ab, die anderen bezichtigten ihre Fachkollegen eines unwissenschaftlichen Umgangs mit den Atlantisthesen. Exponierte Fürsprecher für die Atlantistheorie traten allerdings nicht auf. Spanuths Arbeiten werden seither in Fachkreisen ignoriert und auch sonst kaum noch öffentlich diskutiert. Eine Ausnahme bilden die Schriften von Arn Strohmeyer, einem Journalisten in Bremen, und dem Autor Felix Paturi (2007).
Spanuths Konflikt mit seinen „Gegnern“ an der Universität Kiel wurde in einer Reihe von Publikationen ausgetragen, die auf seine Erstveröffentlichung folgten:
- Jürgen Spanuth: Das enträtselte Atlantis, 1953
- Richard Weyl (Hrsg.): Atlantis enträtselt?: Wissenschaftler nehmen Stellung zu Jürgen Spanuths Atlantis-Hypothese., 1953.
- Karl Gripp: Spanuth’s Atlantis-Forschungen hielten der Kritik nicht stand, 1954
- Jürgen Spanuth: ...und doch: Atlantis enträtselt! Eine Entgegnung von Jürgen Spanuth, 1955

In seiner Replik von 1955 hat Spanuth auf fast alle damaligen Argumente seiner Gegner aus der Kieler Veranstaltung und der Weyl’schen Streitschrift geantwortet und vermeintliche Unstimmigkeiten in diesen Kritiken aufgezeigt. Er wies zudem darauf hin, dass ein paar damals bekannte und renommierte Historiker wie z. B. Sprockhoff und Schwantes Thesen vehement widersprochen hätten, die sie in ihren eigenen Publikationen nur wenige Jahre zuvor noch selbst vertreten hätten.
Spanuths Thesen und Schriften waren aufwändig recherchiert und mit umfassenden wissenschaftlichen Quellenangaben versehen. Dennoch müssen aus heutiger Sicht die meisten seiner Hypothesen durch neuere Erkenntnisse als widerlegt gelten.

### Kritik
Die noch in der Zwischenkriegszeit vor allem bei dem Nationalsozialismus nahestehenden Wissenschaftlern und eben auch bei einigen der späteren Spanuth-Kritiker beliebte Identifizierung der griechischen Dorer mit „atlantischen“ Germanen wird heute von der Mehrheit der Wissenschaftler aus zahlreichen Gründen abgelehnt: So gibt es beispielsweise keinerlei linguistische Hinweise auf nennenswerte germanische Spracheinflüsse in Griechenland (Lehnwörter usw.). Der dorische Dialekt der altgriechischen Sprache gehört „zur Gruppe der griech. Dialekte, die sich nach der Einwanderung von indoeurop. Stämmen um 2000 v. Chr. in Griechenland ausgebildet hatten, und stellt keine nachmyk. Entwicklung dar“ (Neuer Pauly, ebd.). Er ist weder ein mit der Zeit graecisiertes „Germanisch“ (Vorprotogermanisch) von 1250 v. Chr. noch ein von Germanen entsprechend gebrochen gesprochenes Griechisch (mit durch das Atlantische/Germanische beeinflusster Grammatik, Aussprache, Wortschatz usw.). Davon abgesehen ist die tatsächliche Existenz oder aber der Zeitpunkt und Umfang einer dorischen Wanderung unter Historikern inzwischen sehr umstritten und wird von der Mehrzahl eher angezweifelt.
Neuere Forschungen haben gezeigt, dass auch andere Elemente von Spanuths Thesen nicht aufrechtzuhalten sind:
1. Die Griffzungenschwerter vom Typus Naue II (= Sprockhoff II) werden von Spanuth auf Grund veralteter Quellen als „gemeingermanisch“ bezeichnet und ihr Ursprung in der nordischen Bronzezeit verortet. Tatsächlich stammen die ältesten Nachweise dieser Bronzeschwerter jedoch aus Norditalien (ca. 1450 v. Chr.) und verbreiteten sich danach zunächst nach Mittel-, West- und Nordeuropa, später (um 1200 v. Chr.) über Südost-Europa nach Griechenland, in die Ägäis, nach Kleinasien, dem Nahen Osten und Ägypten.[13] Spanuth allerdings wies nachdrücklich darauf hin, dass es nicht entscheidend sei, wo die Griffzungenschwerter ursprünglich aufkamen, sondern nur, dass sie um 1200 v. Chr. auch bei den Nord-Seevölkern und den anderen Gegnern Athens, Mykenes und Ägyptens allgemein verbreitet waren.
2. Spanuths Thesen zur mitteleuropäischen Herkunft des für das Mittelmeer zuvor unbekannten Schiffstyps (Vogelbarke) der Seevölker wurden durch moderne Forschungen zum Teil bestätigt. Allerdings scheint die Herkunft eher im Bereich der Urnenfelderkultur als der nordischen Bronzezeit zu liegen.[14] Zoomorphe Bootssteven in Darstellungen der nordischen Bronzezeit zeigen entgegen der Behauptung Spanuths niemals explizit Vogelköpfe.[15] Das Bildmotiv der Vogelbarke hat seinen Ursprung weder im Raum der nordischen Bronzezeit noch im Donauraum, sondern liegt in der mitteleuropäischen Urnenfelderkultur.[16]
3. In der nordischen Bronzezeit gab es noch keine Segelschiffe, sondern nur Ruderschiffe. Die Verwendung von Segeln ist für Mittel- und Nordeuropa erst ab 700 n. Chr. belegt (Beginn der Wikinger-Zeit) und begann frühestens um 200 v. Chr. Tacitus beschreibt in seiner Germania die Schiffe der Skandinavier sehr ausführlich und erwähnt unter anderem „… Auch benutzen sie keine Segel …“.
4. Laut Spanuth (1980) hätten erst die einwandernden Nordvölker (bei ihm identisch mit den Dorern) eine Pferderasse mit Stehmähne nach Griechenland gebracht, die den norwegischen Fjordpferden entsprochen habe und vor dem 13. Jh. v. Chr. nicht aus dem mediterranen Raum bekannt gewesen sei. Pferde mit Stehmähne finden sich aber in Abbildungen der Hethiter genauso wie bei den Ägyptern. Die Stehmähne ist zudem nicht rassebedingt, sondern kann durch entsprechende Rasur der Mähne bei allen Pferderassen vorkommen. Auch beim Fjordpferd wird die Stehmähne gemäß dem Rassestandard erst durch Rasur erzielt.
5. Analysen der europäischen Kupfererzfundstellen und Herkunftsbestimmungen von archäologischen Fundstücken (auch aus der Nordischen Bronzezeit) zeigten, dass keines dieser Fundstücke aus Helgoländer Kupfer hergestellt wurde (Die Himmelsscheibe von Nebra wurde z. B. aus alpinem Kupfer vom Mitterberg hergestellt).[17] Eine Verarbeitung des Helgoländer Kupfers hätte nur während der Wikinger-Zeit im Mittelalter stattfinden können, denn aus genau dieser Zeit stammen zweifelsfrei datiert auch die vor Helgoland gefundenen Kupferbarren und Verhüttungsschlacken.[18][19][20] Schmitz (2004) wies zudem nach, dass frühere Zuordnungen von frühgeschichtlichen Kupferartefakten zu Helgoländer Kupfererz alle fehlerhaft waren.[21] Analysen des Helgoländer Kupferfundes zeigten auch, dass sie nicht aus Helgoländer Kupfer gewonnen waren, sondern wahrscheinlich von einem Schiffsunglück stammen.[22]
6. Die Minoische Eruption von Thera (Santorin) fand mindestens 300 Jahre, nach naturwissenschaftlichen Daten sogar rund 400 Jahre vor dem Seevölkersturm statt. Gemäß Datierung nach archäologisch-historischen Methoden fand sie gegen Ende des 16. Jahrhunderts statt, neuere naturwissenschaftliche Methoden (durch Radiokohlenstoffdatierung und Dendrochronologie) lieferten sogar eine noch frühere Datierung im späten 17. Jahrhundert v. Chr. (wahrscheinlich 1628 v. Chr.), die aber nach wie vor strittig ist. Ein Zusammenhang zwischen der Thera-Eruption und dem Auftreten der Seevölker scheidet in jedem Fall aus.
7. Hörnerhelme wurden weder von germanischen noch von keltischen Kriegern getragen. Das populäre Bild des Wikingers mit Hörnerhelm ist eine moderne Legende. Die wenigen Funde von Hörnerhelmen und Statuetten mit Hörnerhelmen aus der nordischen Bronzezeit zeigen, dass es sich eher um rituelle Gegenstände handelte. Außerdem werden innerhalb der Seevölker die Hörnerhelme nur von den Schardana getragen. Im Gegensatz zu den anderen Seevölkerstämmen sind die Schardana schon seit der 18. Dynastie bekannt, wie Amarna-Briefe aus der Regierungszeit Echnatons belegen,[23] also schon lange vor der „großen Wanderung“. Bronzezeitliche Statuetten mit entsprechenden Hörnerhelmen wurden u. a. in Sardinien gefunden, so dass die Namensähnlichkeit tatsächlich auf eine Beziehung der Schardana zu Sardinien hindeuten könnte.[24]
8. Der Ipuwer-Papyrus entstammt entgegen der Auffassung von Spanuth nicht der fraglichen Zeit um 1250 v. Chr., sondern ist auf Grund der altertümlichen Grammatik identifizierbar als eine Abschrift (tatsächlich aus dem Neuen Reich im 13. vorchristlichen Jahrhundert) eines Originaltextes, der im Mittleren Reich oder in der Zweiten Zwischenzeit (1850–1600 v. Chr.) verfasst wurde, also lange vor dem Seevölkersturm.
9. Ob ein Meteor oder Komet (Phaeton) die Verwüstungen und Brandschichten sowie Erdbeben und Vulkanausbrüche im gesamten Mittelmeergebiet und im Vorderen Orient hätte auslösen können, ist zweifelhaft, da er bei dem postulierten Einschlag vor der Eidermündung dann mehr als nur einen „Kratzer“ (Tiefe Senke) hätte hinterlassen müssen (dies wird von manchen Anhängern von Spanuths These jedoch anders gesehen[25]). Spanuths These einer kosmischen Ursache für den Kollaps am Ende der Bronzezeit ist allerdings nicht so abwegig, wie sie manchmal dargestellt wurde, da in neuerer Zeit auch von fachwissenschaftlicher Seite ein Impakt-Ereignis (See Umm al Binni im Irak) als Ursache für den katastrophalen Zusammenbruch der Mesopotamischen Kulturen um 2200 v. Chr. diskutiert wird.[26]
10. DNA-Untersuchungen an verschiedenen Skeletten der Phönizier haben gezeigt, dass diese genetisch identisch mit der heutigen semitischen Bevölkerung in Palästina waren (Marker K2 und J2), d. h. ein genetischer Beitrag der Seevölker ist nicht nachweisbar[27][28]. Allerdings sind diese Ergebnisse des Genographic Project nicht unumstritten.[29]
11. Die Hinweise auf eine ägäische Herkunft der Philister[30] haben sich 2007 stark verdichtet, nachdem Frank Moore Cross und Lawrence E. Stager von der Harvard-Universität in Ashkelon mehrere Schrifttafeln der Philister mit Inschriften vom kypro-minoischen Schrifttypus[31] fanden. Dies stimmt mit den biblischen Angaben überein, die Philister hätten ihre Heimat in Kreta gehabt, obwohl die Bibel natürlich keine historische Chronik ist. Ein weiteres Indiz für eine kreto-minoische Herkunft der Philister ist die charakteristische Kopfbedeckung, die sich laut dem britischen Altertumsforscher John Chadwick in ähnlicher Form auch auf dem Diskos von Phaistos wiederfindet.[32]
12. Eine Ableitung der phönizischen Schrift von den germanischen Runen ist schrifthistorisch nicht haltbar. Vielmehr entwickelte sie sich aus der Protosinaitischen Schrift des 17. Jahrhunderts v. Chr. und der Wadi-el-Hol-Schrift des 19. Jahrhunderts v. Chr. Runen-Inschriften sind hingegen erst seit etwa 150–200 n. Chr. bekannt. Das oft vorgebrachte Argument, die Ur-Germanen hätten schon lange vorher Runen-Schrift verwendet haben können, aber eben nur auf vergänglicher Baumrinde anstatt auf dauerhaften Steinen (wie später in der Wikingerzeit) oder Tontafeln, ist nicht wirklich überzeugend, da es kein einziges anderes Beispiel für Schriftgebrauch völlig ohne archäologische Überlieferung durch Einritzungen in Steinoberflächen gibt. Der Sprachwissenschaftler Theo Vennemann hat Spanuths These umgekehrt und meint, dass die germanischen Runen durch direkten Einfluss der phönizischen Schrift – ohne Umweg über das griechische Alphabet – entstanden seien, da nur so bestimmte Eigenheiten des Futhark (z. B. die Fehu-Anfangsrune) zu erklären seien.[33][34]
13. Die Übersetzung des ägyptischen Wortes „sin-wur“ im Papyrus Harris I mit „Großer Kreisozean“, die auf der Übersetzung von „sn-wr“ als „the ocean supposed to surround the earth“ durch Gardiner (1957: 595) beruht, ist zwar offenbar unumstritten, aber unklar ist, ob die Ägypter diesen Begriff vielleicht auch als Bezeichnung für das Schwarze Meer gebraucht haben.[35][36]
14. Der Begriff „Neun Bögen“ bezeichnete bei den Ägyptern nicht etwa ein Breitengradsystem, wie Spanuth behauptet, sondern soll nach Ansicht des US-amerikanischen Autors Kevin Wilson ein Sammelbegriff für alle Feindesvölker der alten Ägypter gewesen sein.[37] Die Zahl Drei habe bei den Ägyptern symbolisch für „Plural“ gestanden, und die Zahl Neun sei als Produkt von 3*3 einfach nur stellvertretend für die unbestimmte Mengenangabe „sehr zahlreiche“ oder „alle denkbaren“ gewesen. Dass die „Neun Bögen“ kein feststehendes geographisches System bezeichneten, sei auch dadurch offensichtlich, dass die Zusammensetzung der Völker der „Neun Bögen“ in der ägyptischen Geschichte starken Schwankungen unterworfen war. Die von Spanuth zugrundegelegte alte Weltkarte, die angeblich das Weltbild der alten Ägypter repräsentiert, hat eine auffällige Ähnlichkeit mit der sehr viel jüngeren Weltkarte des Hekataios von Milet, die ihrerseits auf der verlorenen Karte des Anaximander beruhte. Spanuths Auffassung, dass die „Neun Bögen“ der Ägypter den Parallelkreisen der Griechen (bzw. „circulus“ der Römer) entsprächen, basierte ausschließlich auf einem veralteten Werk von Friedrich August Ukert (1816: I, 2, 187).[38] Nach Meinung des Spanuth-Verteidigers Günther Kehnscherper spricht der in den ägyptischen Quellen gemachte Zusatz „vom neunten Bogen, wo der Tag siebzehn Stunden dauert“, doch eher für ein Gebiet rund um den 54. nördlichen Breitengrad und würde damit zu Spanuths Lokalisierung im Norden passen.[39]
15. 1950, 1952 und 1953 organisierte Spanuth mit dem Taucher Eberhard Fries aus Siegen insgesamt fünf Tauchexpeditionen zum sogenannten Steingrund vor Helgoland, bei denen vermeintlich ein Doppelwall, ein rechteckiges Steinpflaster und ein Steindiskus entdeckt wurden.[40][41] Bereits 1911 sollen dort Spuren artifizieller Strukturen entdeckt worden sein, und 1943 gab es schon eine Taucherkundung im Auftrag von Himmlers Stiftung Ahnenerbe durch den Heimatforscher Peter Wiepert.[42][43] Das völlige Fehlen anerkannter archäologischer Funde ist allerdings ein starkes Indiz gegen die Existenz eines Hochkulturzentrums an diesem Ort. Solche Funde wären eigentlich zu erwarten, da bereits seit Jahren Taucher den Steingrund regelmäßig besuchen. Zielgerichtete neuere archäologische Suchen hat es allerdings nicht gegeben. Heute gilt der Steingrund als ein halbmondförmiges Riff natürlichen Ursprunges mit Verwitterungsmaterial einer eiszeitlichen Endmoräne und steht als FFH-Gebiet unter Naturschutz.[44]
16. Bernstein schmilzt zwar bei etwa 295 °C und kann durch Zugabe von Leinöl zu Bernsteinlack verarbeitet werden, aber dieses Verfahren ist erst seit dem Mittelalter bekannt (vgl. Lexikon historischer Maltechniken von Brachert, 2001). Außerdem ergibt Bernsteinlack auf steinernen Oberflächen keinen wie „feurig schimmerndes Metall“ (Platon, Kritias 116c) wirkenden Überzug. Er ist lediglich ein besonders harter und farbloser Lack zum Schutz von Holzoberflächen. In Platons Originaltext heißt es im Übrigen: „Die Mauer endlich, welche um den äußeren Wall herumlief, fassten sie ihrem ganzen Umfange nach mit Erz ein, indem sie dasselbe gleichsam wie ein Salböl anwandten, die um den innern aber umschmolzen sie mit Zinn, endlich die Burg selbst mit Goldkupfererz, welches einen feuerähnlichen Glanz hatte“, was eher einen Überzug aus einer geschmolzenen Metall-Legierung nahelegt, zumal das Wort Oreichalkos im Neugriechischen einfach nur Messing oder Bronze bezeichnet.
17. Laut Spanuth sind die Hausdächer der Philister durch firstständige Holzsäulen getragen worden, die nach biblischer Geschichte der starke Samson anhob und so das Haus zum Einsturz brachte. Spanuth behauptet, dass dieser Haustyp nur in den Nordländern verbreitet gewesen sei. Für die fragliche Zeit, also die Bronzezeit, gibt es für diese Behauptung jedoch keinerlei Belege.
18. Die nicht auf Spanuth, wohl aber auf seinen späteren Anhänger Walter Stender zurückgehende Identifizierung der Philister, Sakar und Denen als Friesen, Sachsen und Dänen[45] ist nicht nur linguistisch unhaltbar, sondern auch chronistisch unbelegt: Die Volksbezeichnung Friesen wird erst im Jahre 12 v. Chr., Sachsen nicht vor dem Jahr 285 und Dänen gar erst im 6. Jahrhundert erwähnt.

Im Übrigen gibt es zwei eklatante Widersprüche zwischen Spanuths Hypothesen und dem Atlantisbericht Platons. Erstens: Die Reihenfolge der Angriffe ist vertauscht: Der Seevölkersturm ging von der Ägäis aus, und die Dorer (laut Spanuth ein Teil der Seevölker) hatten zuerst Griechenland besetzt – was inzwischen so gut wie widerlegt ist (siehe Dorische Wanderung) –, erst danach griffen die Seevölker Ägypten an und wurden von den Ägyptern unter Ramses III. geschlagen. Bei Platon war es genau umgekehrt: Die Atlanter hatten Ägypten besetzt und wurden von den Athenern geschlagen. Da Solon den Atlantis-Bericht von Ägyptern erzählt bekam, ist kaum nachvollziehbar, warum diese ihren ruhmreichen Sieg über die Seevölker verschweigen und den Griechen andichten sollten. Zweitens: Die Katastrophen in Politik und Natur sind vertauscht: Die Seevölkerwanderung wurde von Naturkatastrophen (Dürre) ausgelöst; die politische Katastrophe folgte auf diese Naturkatastrophe. Bei Atlantis war es umgekehrt: Die Atlanter wurden auf dem Höhepunkt ihrer Macht von den Athenern geschlagen. Erst danach ging die Insel durch Naturkatastrophen unter. Zudem: Wenn die mykenische Kultur nicht durch Atlanter, sondern durch eine Naturkatastrophe zerstört wurde, dann kann es sich dabei nicht um die von Platon berichteten Vorgänge handeln, da bei Platon eindeutig von einem Feldzug (vor dem Ägyptischen) die Rede ist, in dem die Atlanter alle griechischen Städte bis auf „Ur-Athen“ unterworfen hätten.

### Spanuths Publikationen in rechtsextremen Verlagen
Da Spanuths Thesen von der etablierten Wissenschaft größtenteils abgelehnt wurden, wandte er sich, um seine in zwanzig Jahren zusammengestellten Forschungsergebnisse zu veröffentlichen, an Verlage aus dem rechtsextremen Verlegerspektrum. Spanuth wurde deshalb nach 1952 von Vereinigungen und Verbänden kritisiert.
Bereits 1955 schrieb Spanuth über seine Helgoland-Theorie in der damals noch von dem ehemaligen SS-Sturmbannführer Arthur Ehrhardt geleiteten Zeitschrift „Nation Europa“. Für einen Nachdruck des 1934 von dem NS-Rasseforscher Hans F. K. Günther herausgegebenen Buches „Die nordische Rasse bei den Indogermanen Asiens“ verfasste er das Eingangskapitel über das „Schicksal der Philister und anderer Nordmeervölker“.

### Heutige Bedeutung
Heute werden Spanuths Ansichten von der akademischen Wissenschaft wegen zahlreicher Widersprüche nicht mehr diskutiert. Ernsthaft erwogen wird lediglich die Möglichkeit eines allgemeinen kausalen Zusammenhanges zwischen bronzezeitlichen Naturkatastrophen (z. B. Dürreperioden) im 13. vorchristlichen Jahrhundert und den Umwälzungen und Seevölkerangriffen um 1200 v. Chr. Die Gleichsetzung der Königsinsel der Atlanter Platons mit Scheria, dem Land der Phäaken Homers, wurde unabhängig von Spanuth auch von anderen Gelehrten vor und nach ihm vertreten.
Einen gewissen Einfluss hatte Spanuth offensichtlich auch auf den deutschen Ethnologen Hans Peter Duerr und seine umstrittene These, dass minoische Handelsschiffe schon 1600 v. Chr. die Gegend der im Mittelalter in der Nordsee versunkenen Stadt Rungholt besucht hätten, um Zinn (in Südengland) und Bernstein (in Friesland) einzutauschen. Duerr hat minoische Artefakte angeblich im Rungholt-Watt gefunden und erwähnt Pastor Jürgen Spanuth ausdrücklich in der Danksagung seines Buches Rungholt: Die Suche nach einer versunkenen Stadt (2005).
Im rechten Umfeld wird die Atlantis-Hypothese Spanuths weiterhin als Beitrag zur „großartigen deutschen Vorgeschichte“ geschätzt und die durchgehende Ablehnung durch die heutige Wissenschaft mit Verschwörungstheorien und Meinungszensur erklärt.

## Schriften
- Stollberg. Ein altes friesisches Zentralheiligtum. In: Jahrbuch des Heimatbundes Nordfriesland. Band 25, 1938, S. 95–154, ZDB-ID 402220-8 (Als Separatum: M. L. Weisser, Bredstedt 1982)
- Nordfrieslands Bekehrung zum Christentum (= Der Heliand, Band 61, ZDB-ID 845313-5). Evangelischer Bund, Berlin 1939
- Das enträtselte Atlantis. Union Deutsche Verlags-Gesellschaft, Stuttgart 1953
- ...und doch: Atlantis enträtselt! Eine Entgegnung. Union Deutsche Verlags-Gesellschaft, Stuttgart 1955
- Atlantis. Heimat, Reich und Schicksal der Germanen (= Veröffentlichungen aus Hochschule, Wissenschaft und Forschung, Band 4). Grabert, Tübingen 1965
- Die Atlanter. Volk aus dem Bernsteinland. Grabert, Tübingen 1976, ISBN 3-878-034-7
- Die Philister. Das unbekannte Volk. Lehrmeister und Widersacher der Israeliten. Zeller, Osnabrück 1980, ISBN 3-535-02437-4
- Die Phönizier. Ein Nordmeervolk im Libanon. Zeller, Osnabrück 1985, ISBN 3-535-02460-9
- Die Rückkehr der Herakliden. Das Erbe der Atlanter. Der Norden als Ursprung der griechischen Kultur (= Veröffentlichungen aus Hochschule, Wissenschaft und Forschung, Band 13). Grabert, Tübingen 1989, ISBN 3-87847-097-5
- Eine Ehrenrettung Platons (= Schriftenreihe der Deutschen Akademie für Bildung und Kultur in München. Heft 39, ZDB-ID 2546501-6). Deutschen Akademie für Bildung und Kultur, München 1992